# 生丽鱼属
生麗魚屬，是條鰭魚綱䲁形目麗魚科下的一個屬。

## 分類
本屬屬於珠母麗魚亞科，目前被認可的種如下：
- 金帶生麗魚 Biotoecus dicentrarchus
- 強蓋生麗魚 Biotoecus opercularis